# ジョージア・ドーム
ジョージア・ドーム（Georgia Dome）は、アメリカ合衆国のジョージア州アトランタにあったドーム型スタジアム。

## 開催イベント
アトランタ・ファルコンズの本拠地として利用される他、カレッジフットボールでもサウスイースタン・カンファレンスのチャンピオンシップゲームやチック・フィラ・ボウル（Chick-fil-A Bowl、旧名ピーチボウル）でも利用される。またフィリップス・アリーナが完成するまでの間、1997年から1999年までの2シーズン、NBAのアトランタ・ホークスの本拠地でもあった。1996年アトランタオリンピックではバスケットボール、ハンドボール、体操競技が行なわれた。スーパーボウルは1994年の第28回と2000年の第34回の2回開催されており、NCAAトーナメントの準決勝、決勝は2002年、2007年、2013年にここで行なわれた。また2003年にはNCAA女子バスケットボールトーナメントの準決勝、決勝が開催されている。カレッジバスケットボールのサウスイースタン・カンファレンス、アトランティック・コースト・カンファレンスのチャンピオンシップゲームも何回か行なわれている。
2008年3月14日にアトランタ市を襲った竜巻によって、屋根が損傷し二ヶ所に穴が開いた。当時、ドーム内ではサウスイースタン・カンファレンス男子バスケットボール選手権大会が行なわれていた。アラバマ大学対ミシシッピ州立大学の試合は64分間中断し、その後に予定されていた試合は翌日に延期され、会場もジョージア工科大学のアレクサンダー・メモリアルコロシアムに変更された。
プロレスの興行にも度々利用されており、アトランタを地元としていたWCWは1997年～1999年までの間に何度も興行を行い、中でも1998年にはWCWの絶頂期を象徴するといわれるビル・ゴールドバーグとハルク・ホーガンの試合が行なわれた大会はWCW史上最高となる41,412人を記録している。
また、WWEもRAW is War等で何度も興行を行っており、2011年には年会最大の大会であるレッスルマニアXXVIIが開催され、同会場のエンタメーテインメントイベントにおける最多動員を記録した。

2006年1月2日には、ハリケーン・カトリーナの被害を受けて使用できなくなっていたルイジアナ州ニューオーリンズにあるルイジアナ・スーパードームの代替会場としてシュガーボウルも行なわれた。この時は4日間のうちに2つのボウルゲーム、ファルコンズの試合が開催された効果もあり、期間中に行なわれたホークスの試合では62,046人が詰め掛けNBAの1試合あたり入場者数記録となっている。バックストリート・ボーイズ、イン・シンクのコンサートが行なわれたこともある。
2010年11月11日、NFLコミッショナーのロジャー・グッデルはアトランタがスーパーボウルを招致するには新スタジアム建設が不可欠と見解を示している。
2014年5月に、南側隣接地で新スタジアム「メルセデス・ベンツ・スタジアム」の建設工事が2017年3月の完成を目指して開始された。完成後ジョージア・ドームは2017年11月に爆破解体されて駐車場になる。

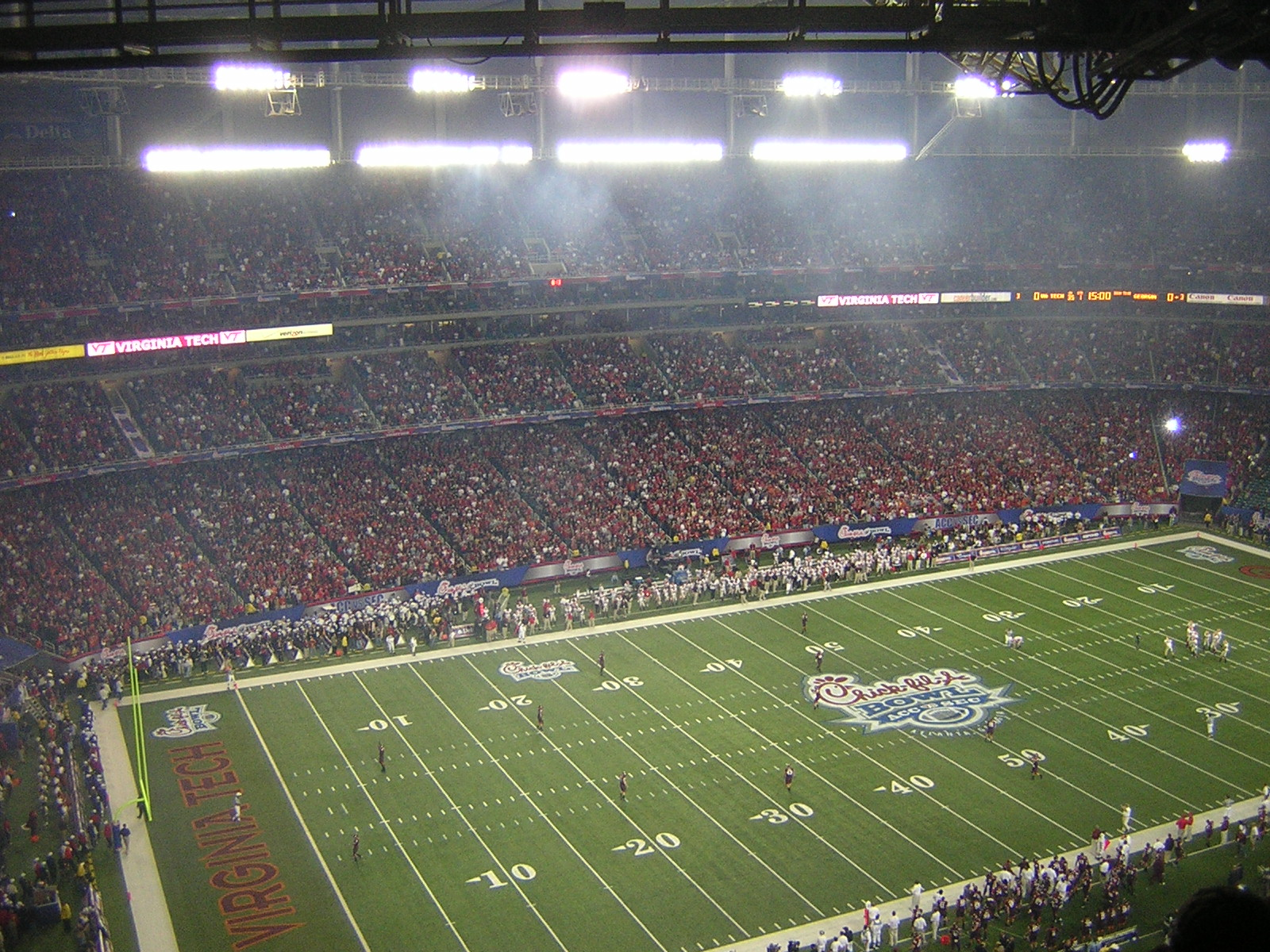
ドームで開催されたアメリカンフットボールのキックオフ

| 回 | 日            | AFC代表              | スコア | NFC代表              | MVP | MVP              |
| -- | ------------- | -------------------- | ------ | -------------------- | --- | ---------------- |
| 28 | 1994年1月30日 | バッファロー・ビルズ | 13-30  | ダラス・カウボーイズ | RB  | エミット・スミス |
| 34 | 2000年1月30日 | テネシー・タイタンズ | 16-23  | セントルイス・ラムズ | QB  | カート・ワーナー |

   は、勝利したチーム

## 建設
建設費2億1400万ドルをかけて1992年に完成した。キャパシティはアメリカンフットボールの場合、71,228人、コンサートでは75,000人、バスケットボールでは最大53,000人（通常は40,000人）、体操競技では40,000人を収容可能となっている。ドームの面積は 37,200 m² 高さは 82.5メートル、長さは 227メートル、幅は 185メートル、ドーム内床面積は 9,490 m²となっている。開場当時は、1999年の大晦日にイギリス・ロンドンにミレニアム・ドームが開場されるまで世界最大のドーム構造を持つ建築物だったが、「ケーブルで屋根を支える構造のドーム」に限れば今なお世界最大である。屋根には、軽量で耐久性に優れたテフロン加工のガラス繊維膜を使用している。